# Bhalgamra
Bhalgamra (o Bhalgamda) fou un petit estit tributari protegit del districte de Jhalawar al Kathiawar, presidència de Bombai, format per tres pobles amb tres tributaris separats. Els ingressos eren 1183 lliures i el tribut 150, dels quals 140 eren pels britànics i 10 pel nawab de Junagarh.